# Condecoración a la Beneficencia
La Condecoración a la Beneficencia (en ruso: Знак отличия «За благодеяние») es una condecoración estatal de la Federación de Rusia, establecida el 3 de mayo de 2012 mediante el Decreto N.º 573 del entonces Presidente de la Federación de Rusia, Dmitri Medvédev, «Sobre el establecimiento de la Orden de Santa Catalina la Gran Mártir y la Condecoración a la Beneficencia» y destinada a galardonar a ciudadanos tanto rusos como extranjeros por actos desinteresados de caridad y otras buenas obras.

## Criterios de concesión
La Condecoración a la Beneficencia se otorga a ciudadanos rusos y extranjeros por:
- Importantes esfuerzos de caridad para apoyar hogares de niños, hogares de ancianos, orfanatos, hospicios o instalaciones médicas en Rusia;
- Trabajo público activo destinado a mejorar el nivel de moralidad y tolerancia en la sociedad, promover los valores humanos y los derechos humanos, y combatir la propagación de enfermedades y hábitos peligrosos;
- Contribución significativa al desarrollo de la ciencia, la cultura, la educación y la sanidad rusas;
- Asistencia a ONG y organizaciones religiosas en la implementación de medidas socialmente significativas;
- Actividades destinadas a fortalecer la institución del matrimonio y la familia.

La insignia de la medalla se lleva en el lado derecho del pecho y, en presencia de otras órdenes y medallas de la Federación de Rusia, se coloca justo después de la Cruz de San Jorge. Para ocasiones especiales y posible uso diario, se prevé el uso de una copia en miniatura de la medalla, que se debe llevar en el lado izquierdo del cofre.
Cuando se lleva la cinta de la condecoración a la Beneficencia en la tapeta, se ubicará después de la cinta de la insignia de la Cruz de San Jorge.

## Descripción
Es una medalla de plata dorada con forma circular de 33 mm de diámetro y con un borde elevado por ambos lados.
En el anverso de la medalla, en su parte frontal está cubierta con esmalte azul. En el centro de la insignia hay una imagen dorada superpuesta de un pelícano alimentando a sus polluelos con su sangre. Alrededor de la circunferencia de la medalla hay una corona de hojas de roble y parra doradas. En el reverso de la medalla, está la inscripción en relieve: «ЗА БЛАГОДЕЯНИЕ» (POR CARIDAD) y el número de serie de la medalla.
La medalla está conectada con una cinta con un lazo por medio de un anillo. La cinta es de muaré de seda azul con dos franjas longitudinales doradas situadas a 2 mm de los bordes de la cita. El ancho de las franjas doradas es de 2 mm y  el de la cinta es de 24 mm.